# Glee: The Music, Volume 6
Glee: The Music, Volume 6 est la huitième bande originale extraite de la série télévisée Glee. Elle est sortie le 23 mai 2011 aux États-Unis et au Canada, la veille de la diffusion du dernier épisode de la saison 2. Elle regroupe des chansons issues de la dernière partie de la deuxième saison, de l'épisode 17 à 22. Elle comprend, comme le volume 5, des chansons originales écrites spécialement pour la série : As Long As You’re There, Pretending et Light Up The World .

## Liste des chansons
1. Turning Tables (Adele) (Gwyneth Paltrow)
2. I Feel Pretty / Unpretty (West Side Story / TLC) (Lea Michele et Dianna Agron)
3. As If We Never Said Goodbye (Sunset Boulevard) (Chris Colfer)
4. Born This Way (Lady Gaga) (Chris Colfer, Amber Riley, Jenna Ushkowitz, Lea Michele, Cory Monteith, Dianna Agron, Heather Morris, Harry Shum Jr, Mark Salling, Kevin McHale, Chord Overstreet, Ashley Fink, Matthew Morrison et Jayma Mays)
5. Dreams (Fleetwood Mac) (Kristin Chenoweth et Matthew Morrison)
6. Songbird (Fleetwood Mac) (Naya Rivera)
7. Go Your Own Way (Fleetwood Mac) (Lea Michele)
8. Don't Stop (Fleetwood Mac) (Chord Overstreet, Dianna Agron, Cory Monteith, Lea Michele, Chris Colfer, Amber Riley, Jenna Ushkowitz, Naya Rivera, Heather Morris, Harry Shum Jr, Mark Salling et Kevin McHale)
9. Rolling In The Deep (Adele) (Jonathan Groff et Lea Michele)
10. Isn't She Lovely? (Stevie Wonder) (Kevin McHale)
11. Dancing Queen (Abba) (Naya Rivera et Amber Riley)
12. Try a Little Tenderness (Otis Redding) (Amber Riley)
13. My Man (Funny Girl) (Lea Michele)
14. Pure Imagination (Charlie et la Chocolaterie) (Jenna Ushkowitz, Chris Colfer, Kevin McHale et Cory Monteith)
15. Bella Notte (La Belle et le Clochard) (Chord Overstreet, Mark Salling, Harry Shum Jr et Kevin McHale)
16. As Long As You’re There (Glee Cast) (Charice Pempengco)
17. Pretending (Glee Cast) (Lea Michele et Cory Monteith)
18. Light Up The World (Glee Cast) (Naya Rivera, Kevin McHale, Cory Monteith, Heather Morris, Jenna Ushkowitz et Lea Michele)